# Nick Perls
J. Nicholas Perls (* 4. April 1942; † 22. Juli 1987) war ein US-amerikanischer Musikproduzent, Gründer und Eigentümer von Yazoo Records and Blue Goose Records.

## Leben
Nicholas Perls war ein Sohn des aus Deutschland geflohenen Kunsthändlers Klaus Gunther Perls und der US-amerikanischen Pädagogin Amelia Blumenthal.
Nick Perls’ Yazoo Records war (neben 2 – 3 anderen) dasjenige Plattenlabel, das durch die Wiederveröffentlichung von 78 rpm Schallplatten aus den 1920er und 1930er Jahren in den 1960er/1970er Jahren entscheidend dazu beigetragen hat, dass das Interesse auch weißer Käuferschichten an Blues (und Jazz) geweckt wurde, und hat mit den daraus resultierenden Folgen des 'Nachspielens' dieser Musik durch viele der seinerzeit gegründeten Rockgruppen (Rolling Stones u. a.) auch die Geschichte der modernen Rockmusik mitgeprägt. Die seinerzeit von Nick Perls zusammengestellten LPs werden z. T. bis heute als CD-Wiederveröffentlichungen angeboten (von Shanachie Records, die das Label kurz vor Perls’ Tod gekauft haben), die bisher nicht wiederveröffentlichten Platten sind samt und sonders beliebte Sammlerstücke, die bei eBay zu hohen Preisen versteigert werden.
In den 1960er Jahren war er Mitglied der sogenannten New Yorker „Blues Mafia“, einer lockeren Verbindung von Blues-Enthusiasten, der außer ihm Steve Calt (Verfasser diverser Plattentexte und Bücher), Samuel Charters (RBF Records), Lawrence 'Larry' Cohn (CBS/Epic, Columbia/Sony Records), John Fahey (alias 'Blind Joe Death', Takoma Records), Stefan Grossman (alias 'Kid Future', Kicking Mule Records), Tom Hoskins (alias 'Fang', der Mississippi John Hurt 'wiederentdeckte'), Bernie Klatzko (Herwin Records), Jim McKune, Don Kent (Mamlish Records), Phil Spiro und Pete Whelan (Origin Jazz Library) angehörten.
Zusammen mit Dick Waterman und Phil Spiro hat er im Juni 1964 den durch seine Aufnahmen aus den Jahren 1930 (für Paramount) und 1942 (für die Library of Congress) legendären Bluesmusiker Son House in Rochester, New York ausfindig gemacht und ihm so zu einer zweiten 'Karriere' im Zuge des Mitte der 1960er Jahre einsetzenden Folk- und Blues-'Revival' verholfen.